# پشه‌های شبح
پشه‌های شبح (نام علمی: Chaoboridae) نام یک تیره از زیرراسته نخ‌شاخان است.